# Kristan von Luppin

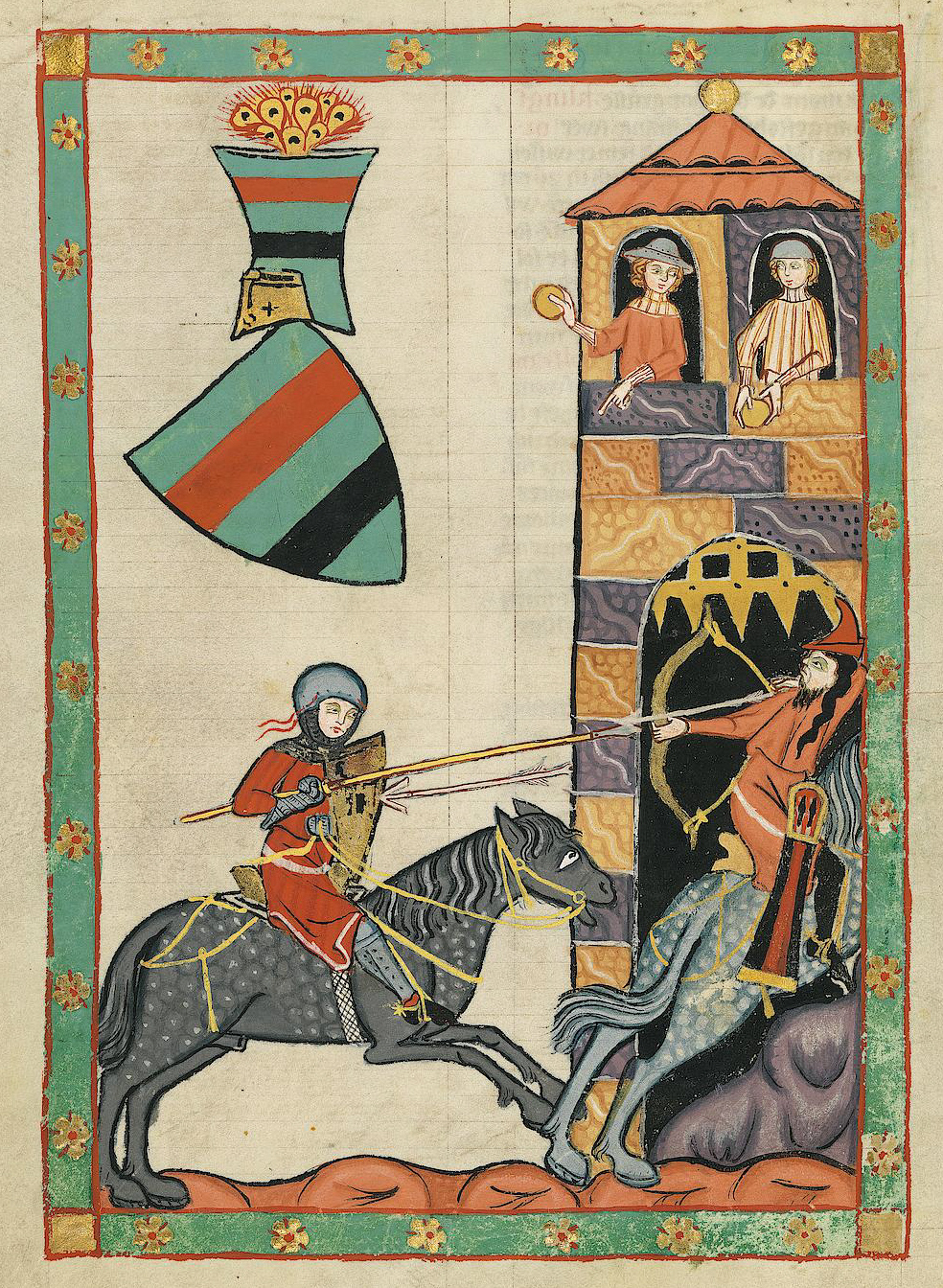
Darstellung des Kristan von Luppin im Codex Manesse

Kristan (Christan) von Luppin war ein deutscher Minnesänger, der um die Wende vom 13. zum 14. Jahrhundert bezeugt ist.

## Leben
Kristan von Luppin ist zwischen 1292 und 1313 urkundlich bezeugt. Die Luppiner gehörten zu den „milites et servi“ der Grafen von Beichlingen auf der Rothenburg im Kyffhäusergebirge. Der Schreiber in der Großen Heidelberger Liederhandschrift sah Kristan daher wohl als einen Eigenmann an, da er seinem Namen das Adelsprädikat „Herr“ vorenthielt. Er fügte ihm jedoch das Attribut „ein Düring“ hinzu.
Der Überlieferung nach hat sich der junge Minnesänger in die Tochter seines Herren, die Gräfin Sofie, verliebt. Er schrieb für sie:
Du Reine, oh du Schöne, Herzallerliebste du,

du herrlich Weib, nur du,

nur du allein bist meine Ruh.

Dein lichter Leib, verbleibt mir immer so lieb und fein,

und wohl nimmer

ward mir Schönres kund

als dein trauter roter Mund.
Sie soll ihn jedoch verwunschen haben und in das von Friedrich III. 1251 in Kelbra gestiftete Nonnenkloster eingetreten sein.
Später tritt er in die Dienste vom Markgrafen Heinrich I. von Brandenburg –Langsberg. An seinem Lebensende war er Burgmann in Sangerhausen.
Seine Brüder Ehrenfried und Friedrich werden ebenfalls im Zusammenhang mit der Rothenburg urkundlich erwähnt.

## Werk
Die Miniatur des Codex Manesse zeigt einen Ritter, der einem boshaft karikierten Feind nachsetzt, vielleicht eine Art Kreuzzugspropaganda, die mit Kristans Liedern nichts zu tun hat.
Kristans sieben im Codex Manesse überlieferte Lieder, motivisch beeinflusst von jenen Heinrichs von Morungen, seines berühmten Vorgängers von der anderen Seite der Goldenen Aue, umfassen, mit einer Ausnahme, drei Strophen. Mit ihnen erfüllt Kristan, dem Stil seiner Zeit entsprechend, das Minnedienst-Schema: Lobpreis der Herrin, Liebesklage und Erhörungsverlangen. Entsprechend erweist sich Kristans Herrin als ebenso verlockend wie unnahbar, der Minnesänger rühmt damit pflichtgemäß ihre Schönheit und ihre moralische Integrität. Kristan überspielt diese zeitgebundenen Topoi in seinen Texten teils mit leidenschaftlicher Emphase, teils unterläuft er sie mit Scherz und Ironie. Sein Sprecher überließe gern Gott im Jenseits die hochachtbaren Damen, und er hofft, dass ihm die Herrin für seine Verfehlungen die Absolution erteile, indem sie ihn mit tausend Küssen büßen lasse.
Unterstützt wird dieser Doppelton von kunstvollen Reimspielen, wie etwa in Lied II, in dem Kristan die Körner, das heißt die ungereimten Verse der ersten und zweiten Strophe verbindet zu dem Wunschsatz: „ein munt rœter danne rôt“/ „mir wær nœter danne nôt“ auf den die Herrin in der dritten Strophe jedoch mit „stürbe er tœter danne tôt“ unerbittlich antwortet. Die sieben Lieder stellen einen kleinen Zyklus dar: Das in Lied I von der Herrin erflehte „Ja“ und das beschwörend eingeforderte „Ja! Ja! Ja!“ in der Schlussstrophe des letzten Textes fügen die Lieder zu einem Wunschring.

## Ausgaben
Sämtliche Lieder Kristans in:
- Codex Manesse. Die Große Heidelberger Liederhandschrift, Blatt 226 u. 227; Codex Palatinus Germanicus 848 der Universitätsbibliothek Heidelberg. Vollfaksimile in 12 Teillieferungen, mit Interimstexten von Ingo F. Walther. Frankfurt a. M. 1975–1978
- „Die Große Heidelberger Liederhandschrift“. In getreuem Textabdruck herausgegeben von Fridrich Pfaff. Zweite, verbesserte und ergänzte Auflage bearbeitet von Hellmut Salowski, Heidelberg 1984
- Carl von Kraus (Hrsg.): Deutsche Liederdichter des 13. Jahrhunderts, Band I: Text, Band II: Kommentar, besorgt von Hugo Kuhn. Zweite Auflage, Tübingen 1978
- Gerhard Tänzer (Hrsg.): „Frouwe, frouwe, frouwe mîn!“ Thüringische Minnelieder. Text, Übertragung, Kommentar. Bucha bei Jena 2005